# Parcel

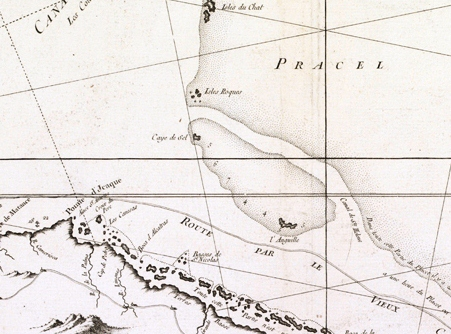
Um Pracel (Parcel dos Roques) em um mapa na língua francesa.

A palavra Parcel ou Pracel era amplamente utilizada pelos navegadores portugueses para designar áreas de mar raso e se encontra frequentemente identificada na toponímia dos países lusófonos, tal como no Parcel dos Abrolhos, no Brasil. Procede do castelhano "placer" ou "placel", derivado do catalão "placell", com o mesmo sentido.